# Каран (сын Филиппа II)
Каран (др.-греч. Κάρανος; казнён в 336 году до н. э.) — сын македонского царя Филиппа II и единокровный брат Александра Македонского. Единственное упоминание Карана в античных источниках содержится у Юстина, который называет его среди казнённых при воцарении Александра Македонского в 336 году до н. э. лиц, которые могли представлять угрозу для молодого царя. В историографии существует несколько противоречивых гипотез о матери и дате рождения Карана. Согласно одной из версий, Каран может быть вымышленным персонажем.

## Биография
Единственное упоминание Карана, сына Филиппа II, в античных источниках содержится в «Эпитоме сочинения Помпея Трога „История Филиппа“» Марка Юниана Юстина. Античный историк при перечислении казнённых во время воцарения Александра Македонского в 336 году до н. э., упоминал Карана, рождённого от мачехи Александра и убитого по личному приказу нового царя. Согласно Юстину, Александр видел в Каране своего «соперника по праву на власть». Другой античный историк, Павсаний, писал, что при воцарении Александра по приказу его матери Олимпиады в числе прочих была убита молодая вдова Филиппа II Клеопатра со своим маленьким сыном, которых протащили в раскалённом медном котле. Согласно Диодору Сицилийскому, сын Клеопатры родился за несколько дней до убийства отца. Британский эллинист Питер Грин, отождествляя упомянутых у Диодора, Юстина и Павсания сыновей Филиппа II, предположил, что мальчика, который родился незадолго до смерти отца, назвали в честь мифологического основателя династии Аргеадов Карана. Канадский историк Вальдемар Хеккель отверг данную гипотезу. Он отмечал, что Филипп II женился на Клеопатре в 337 году до н. э. В этом браке родилась дочь Европа. К 336 году до н. э. Клеопатра не могла родить второго ребёнка. На этом основании историк считал, что Каран был вымышленным персонажем. Того же мнения придерживался британский историк Уильям Тарн, который считал «появление» казнённого Карана результатом антиалександровской пропаганды, направленной на то, чтобы опорочить имя легендарного македонского царя. Российский историк К. А. Киляшова соглашалась с тем, что у Клеопатры на 336 год до н. э. могли быть только одни роды, однако отмечала, что это не даёт основания однозначно отрицать существование Карана. У Клеопатры могли родиться как дочь, так и сын, и даже близнецы разного пола. Учитывая жестокость, с которой убили Клеопатру с ребёнком, версия о рождении сына Карана более предпочтительна. По мнению К. А. Киляшовой, дочь Клеопатры не представляла бы опасности для Александра и, соответственно, с политической точки зрения не требовала бы убийства матери с малолетним ребёнком.
Ряд историков считали, что Каран мог быть сыном Филиппа II от одной из его более ранних жён или даже любовниц. Так, немецкий антиковед Гельмут Берве и французский археолог Поль Фор предполагали, что матерью Карана была Фила — одна из первых жён Филиппа II. Австрийский антиковед Фриц Шахермайр даже считал, что Каран родился, когда Филипп ещё не был царём. Советский историк И. Ш. Шифман не исключал того, что матерью Карана могли быть Фила или Меда.
Хоть в историографии и существует мнение о том, что Каран был вымышленным персонажем, большинство историков приводят его имя при перечислении казнённых после воцарения Александра лиц — двоюродного брата молодого царя Аминты, его молодой мачехи Клеопатры с ребёнком, дяди Клеопатры Аттала, а также Аррабея и Геромена — знатных представителей царского дома Линкестиды.

### Исследования
- Гафуров Б. Г., Цибукидис Д. И. Александр Македонский и Восток. — М.: Наука, 1980.
- Киляшова К. А. Политическая роль женщин при дворе македонских царей династии Аргеадов. Диссертация на соискание учёной степени кандидата исторических наук / Научный руководитель доктор исторических наук, профессор Э. В. Рунг. — Казань: Казанский (Приволжский) федеральный университет, 2018.
- Ковалёв С. И. Александр Македонский. — Государственное социально-экономическое издательство. Ленинградское отделение, 1937.
- Никишин В. О. История Древнего мира. Древняя Греция: учебник для вузов. — М.: Юрайт, 2022. — 329 с. — (Высшее образование). — ISBN 978-5-534-10010-5.
- Фор П. Александр Македонский. — М.: Молодая гвардия, 2011. — 412 с. — (Жизнь замечательных людей. Вып. 1301). — ISBN 978-5-235-03423-5.
- Шахермайр Ф. Александр Македонский. — Ростов н/Д.: Феникс, 1997. — 576 с. — ISBN 5-85880-313-Х.
- Шифман И. Ш. Александр Македонский / ответственный редактор Э. Д. Фролов. — Л.: Наука, 1988. — ISBN 5-02-027233-7.
- Berve H. Das Alexanderreich auf prosopographischer Grundlage (нем.). — München: C. H. Beck`sche Verlagsbuchhandlung, 1926. — Vol. 2.
- Green P. Alexander Of Macedon (англ.). — Harmondsworth, Middlesex, England: Penguin Books, 1974.
- Heckel W. Philip II, Kleopatra and Karanos (англ.) // Rivista di filologia e di istruzione classica. — 1979. — Vol. 107. — P. 385—393.
- Heckel W. Who's Who in the Age of Alexander and his Successors. From Chaironea to Ipsos (338—301 BC) (англ.). — Barnsley: Greenhill Books, 2021. — 554 p. — ISBN 978-1-78438-648-1.
- Unz R. K.[англ.]. Alexander's Brothers? (англ.) // The Journal of Hellenic Studies. — The Society for the Promotion of Hellenic Studies, 1985. — Vol. 105. — P. 171—174. — doi:10.2307/631534. — JSTOR 631534.